# لیپگارتن
لیپگارتن (به آلمانی: Liepgarten) یک شهر در آلمان است که در فرپومرن-گرایفسوالد واقع شده‌است. لیپگارتن ۷۶۰ نفر جمعیت دارد.